# Nöthnitz (Groitzsch)
Nöthnitz ist ein Ortsteil der Stadt Groitzsch im Landkreis Leipzig (Freistaat Sachsen). Der Ort wurde 1948 nach Methewitz eingemeindet. Mit diesem kam er im Jahr 1973 nach Auligk und 1996 zur Stadt Groitzsch.

## Geografie
Nöthnitz liegt in der Leipziger Tieflandsbucht 3,5 Kilometer südlich von Groitzsch. Östlich des Orts liegt das „Abbaufeld Groitzscher Dreieck“, das als Teil des Tagebaus Vereinigtes Schleenhain ab 2030 der Braunkohleförderung dienen soll.
Nöthnitz liegt im Zentrum des durch Eingemeindung weit ausgedehnten Stadtgebiets von Groitzsch. Direkter Nachbarort ist das zwei Kilometer südlich gelegene Methewitz.

## Geschichte
Nöthnitz wurde im Jahr 1349 urkundlich als „Nutenicz“ erwähnt. Der Ortsname ist slawischen Ursprungs. Der Ort gehörte bis 1856 zum kursächsischen bzw. königlich-sächsischen Amt Pegau. Die Grundherrschaft über Nöthnitz lag beim Rittergut Löbnitz, dessen Grundbesitz auch als „Löbnitzer Pflege“ bezeichnet wurde. Nöthnitz war ein Vorwerk des Ritterguts Löbnitz. Ab 1856 gehörte der Ort zum Gerichtsamt Pegau und ab 1875 zur Amtshauptmannschaft Borna.
Am 1. Oktober 1948 erfolgte die Eingemeindung nach Methewitz, mit dem der Ort 1952 zum Kreis Borna im Bezirk Leipzig kam. Methewitz mit seinen zwei Ortsteilen wiederum wurde am 1. Juli 1973 nach Auligk eingemeindet. Als Ortsteil von Auligk wurde Nöthnitz im Jahr 1990 dem sächsischen Landkreis Borna und 1994 dem Landkreis Leipziger Land zugeordnet. Durch die am 1. Januar 1996 erfolgte Eingemeindung von Auligk nach Groitzsch wurde Nöthnitz ein Ortsteil der Stadt Groitzsch.